# Achille (opéra)
Pour les articles homonymes, voir Achille.
Personnages
Achille (titre original anglais Achilles) est un opéra-ballade inspiré de la mythologie grecque composé par le dramaturge et poète britannique John Gay et créé au Theatre-Royal in Covent Garden en 1733 à titre posthume, un an après la mort de son auteur, avec pour producteur John Rich, associé de Gay. L'opéra consiste en une version humoristique du séjour du héros achéen Achille sur l'île de Skyros.

## Résumé
L'intrigue se déroule sur l'île de Skyros (que le livret de l'opéra orthographie "Scyros"). Le héros achéen Achille a été déguisé en femme par sa mère, la nymphe marine Thétis, et laissé là sous le nom de Pyrrha. Thétis souhaite empêcher qu'Achille ne soit trouvé par les Achéens qui le recherchent pour le persuader d'aller prendre part à la guerre de Troie, où elle est persuadée qu'il trouvera la mort. Néanmoins, Achille tombe amoureux de Déidamie, la fille du roi de l'île, Lycomède. Plusieurs quiproquos s'ensuivent, dont une tentative de Lycomède pour violer "Pyrrha". Theaspé, la femme de Lycomède, cherche à se débarrasser de "Pyrrha" en la mariant à son neveu Periphas, ce dont Achille se lamente. Finalement, Déidamie tombe enceinte, Ulysse reconnaît Achille et la vérité éclate. Le jeune héros est marié à Déidamie, puis quitte Skyros pour aller faire la guerre à Troie.